# Tramea continentalis
Tramea continentalis är en trollsländeart som beskrevs av Selys 1878. Tramea continentalis ingår i släktet Tramea och familjen segeltrollsländor. Inga underarter finns listade i Catalogue of Life.